# Zap Novelas
ZAP Novelas é um canal de televisão por assinatura angolano fundando em 1° de agosto de 2010 pela ZON Multimédia, pertencente à empresa ZAP. O canal foi produzido inicialmente em Portugal, para ser emitido em Angola e posteriormente em Moçambique, no 1º semestre de 2011. O canal transmite 24 horas por dia — inicialmente 18 horas — é com foco ao público feminino. Em 2 de março de 2020, o canal começou a emitir a sua emissão com transmissão em alta definição, em comemoração ao 10º aniversário do canal.
Sua programação baseia-se principalmente em telenovelas e séries de televisão predominantemente de origem européias, latino-americanas e norte-americanas. Com sua programação totalmente transmitida em língua portuguesa — sendo a maioria com dobragem em português, feitas em estúdios de dobragem no Brasil — o canal também já transmitiu várias produções lusófonas, especialmente as do Brasil e de Portugal. As produções estrangeiras são bastantes populares, com destaques as mexicanas e as turcas, deste a sua fundação a Zap Novelas costuma transmitir telenovelas mexicanas, produzidas pela Televisa — com um grande pedido dos telespectadores — em 2016, o canal decidiu apostar em séries turcas, sendo a primeira Fatmagül'ün Suçu Ne?, a série tornou-se um grande êxito no canal, vindo posteriormente a transmitir mais produções turcas, sendo bastante populares entre os angolanos e moçambicanos. Até 2022, foi o terceiro canal de televisão a liderar a audiência de Angola, com 36% de participação.

## Antecedentes
O canal foi inicialmente produzido em Portugal, em 2010 pela ZON Multimédia para o mercado angolano. Com o objectivo de inicialmente de concorrer com a TV Globo Internacional, que na época mantinha parceira com a DStv, empresa da Multichoice nos anos 2000 até 2015. A Entidade Reguladora para a Comunicação Social (ERC) aprovou em 27 de maio de 2010, que deu entrada em 5 março do mesmo, a criação do canal para Angola, o pedido da Zon à ERC ocorreu "como resposta ao pedido que foi-lhe comunicado pela companhia angolana Finstar, S.A., no âmbito do lançamento do serviço de televisão por assinatura em Angola sob a marca ZAP, pelo que, será produzido um canal com atributos similares a outros já existentes em Portugal, mas com perfil adaptado à realidade do público-alvo angolano". O canal inicialmente emitia 18 horas em 2010, vindo posteriormente em 2013 a emitir 24 horas por dia.

## Programas
Desde a sua fundação e inicio de emissões regulares, a programação da Zap Novelas é sobretudo as produções fictícias de várias nacionalidades. Não sabe-se ao certo o primeiro programa a ser emitido pelo canal, o canal quando lançado foi apresentando com um catálogo de programação com foco em "conteúdos de origem predominantemente: português, brasileiro, mexicano, venezuelano e norte-americano", composto por uma programação constituída em 75% por telenovelas (entre 5 a 8), por talk-shows (1 a 3) e 25% por séries (entre 5 a 10) e, também com, "conteúdos programáticos dedicados a acontecimentos ou outros tópicos específicos".
Por um longo período, o canal passou a exibir as telenovelas mexicanas, produzidas pela Televisa. Em 2016, começou a exibir séries de televisão turcas — conhecidas também como telenovelas — que são bastantes populares no mundo ocidental. A grade de programação é constituída por seis telenovelas ou séries inéditas, além de reprises de outras programas no canal. O horário semanal  dos programas inéditos e reprises são normalmente das segundas as sextas-feira, com fuso horário adaptados em UTC+1, para Angola, e UTC+2, para Moçambique. 
Em março de 2020, a ZAP proprietária da Zap Novelas e também do canal Zap Viva, anunciou a suspensão das telenovelas inéditas temporariamente devido à pandemia do novo Coronavírus, as mudanças passaram a valer em 23 de março desse ano. Pois as produções estavam em fase de dobragem, com a impossibilidade de prosseguir com os trabalhos diante do avanço da pandemia de COVID-19 naquele momento. Todas as produções são dobradas em português pelos estúdios do Rio de Janeiro e São Paulo e os mesmos estavam paralisados, posteriormente, o canal retomou a sua programação com programas dublados em meados de 2020.

### Lista de programas exibidos

#### Em exibição
| Título em português | Título original | Emissora original | País de origem | Estreia pela Zap       | Ref.   |
| ------------------- | --------------- | ----------------- | -------------- | ---------------------- | ------ |
| Vai na Fé           | Vai na Fé       | TV Globo          | Brasil         | 7 de janeiro de 2025   | [ 13 ] |
| Amor Além do Tempo  | Veda Mektubu    | Kanal D           | Turquia        | 17 de dezembro de 2024 |        |
| O Indomável         | Hudutsuz Sevda  | NOW               | Turquia        | 5 de novembro de 2024  |        |
| Yabani              | Yabani          | NOW               | Turquia        | 3 de outubro de 2024   |        |
| Ninguém Como Tu     | Nadie como tú   | Las Estrellas     | México         | 25 de setembro de 2024 |        |
| A Escolhida         | Yalı Çapkını    | Star TV           | Turquia        | 30 de novembro de 2023 | [ 14 ] |
| Três Irmãs          | Üç Kız Kardeş   | Kanal D           | Turquia        | 25 de janeiro de 2023  | [ 15 ] |

#### Já exibidas
| Título em português                   | Título original                   | Emissora original        | País de origem | Transmissão pela Zap                             | Ref.    |
| ------------------------------------- | --------------------------------- | ------------------------ | -------------- | ------------------------------------------------ | ------- |
| Safir                                 | Safir                             | ATV                      | Turquia        | 14 de agosto - 16 de dezembro de 2024            |         |
| Ventino                               | Ventino: El precio de la gloria   | Caracol Televisión       | Colômbia       | 11 de julho - 2 de outubro de 2024               | [ 16 ]  |
| Honra e Amor                          | Leke                              | Kanal D                  | Turquia        | 10 de junho - 24 de setembro de 2024             | [ 17 ]  |
| Devolve-me a Vida                     | Devuélveme la vida                | Caracol Televisión       | Colômbia       | 18 de março - 7 de junho de 2024                 | [ 18 ]  |
| Perdoem os Nossos Pecados             | Perdona nuestros pecados          | Las Estrellas            | México         | 13 de novembro de 2023 - 15 de março de 2024     | [ 19 ]  |
| Doce Veneno                           | Gecenin Ucunda                    | Star TV                  | Turquia        | 3 de outubro de 2023 - 25 de janeiro de 2024     | [ 20 ]  |
| Tuzak                                 | Tuzak                             | TV8                      | Turquia        | 8 de agosto - 29 de novembro de 2023             | [ 21 ]  |
| A Força do Amor                       | Kızılcık Şerbeti                  | Show TV                  | Turquia        | 3 de julho - 10 de julho de 2023                 | [ 22 ]  |
| Cabo: Amor e Desejo                   | Cabo                              | Las Estrellas            | México         | 11 de abril - 7 de agosto de 2023                | [ 23 ]  |
| Éramos Seis                           | Éramos Seis                       | TV Globo                 | Brasil         | 29 de março de 2023 - ?                          |         |
| O Outro Lado do Amor                  | Evlilik Hakkında Her Şey          | Fox Turquia              | Turquia        | 7 de fevereiro - 30 de junho de 2023             | [ 24 ]  |
| O Otomano                             | Kuruluş Osman                     | ATV                      | Turquia        | 13 de dezembro de 2022 - 10 de abril de 2023     | [ 25 ]  |
| Poliana Moça                          | Poliana Moça                      | SBT                      | Brasil         | 10 de outubro de 2022 - 5 de dezembro de 2023    | [ 26 ]  |
| Vidas Ocultas                         | İyilik                            | Fox Turquia              | Turquia        | 28 de setembro de 2022 - 24 de janeiro de 2023   | [ 27 ]  |
| Destan                                | Destan                            | ATV                      | Turquia        | 8 de agosto - 23 novembro de 2022                | [ 28 ]  |
| O Amor Contece                        | Sen Çal Kapımı                    | Fox Turquia              | Turquia        | 27 de junho de 2022 - 6 de fevereiro de 2023     | [ 29 ]  |
| O Último Verão                        | Son Yaz                           | Fox Turquia              | Turquia        | 1 de junho de 2022 - ?                           | [ 30 ]  |
| Coração Ferido                        | Kalp Yarası                       | ATV                      | Turquia        | 10 de março de 2022 - ?                          | [ 31 ]  |
| A. Riza                               | Arıza                             | Show TV                  | Turquia        | 11 de janeiro - 31 de maio de 2022               | [ 32 ]  |
| Chamas do Destino                     | Alev Alev                         | Show TV                  | Turquia        | 13 de dezembro de 2021 - 15 de abril de 2022     | [ 33 ]  |
| Se Nos Deixarem                       | Si nos dejan                      | Univision Las Estrellas  | México         | 15 de novembro de 2021 - 9 de março de 2022      | [ 34 ]  |
| A Rainha do Flow (segunda temporada)  | La reina del flow                 | Caracol Televisión       | Colômbia       | 14 de outubro de 2021 - 15 de fevereiro de 2022  |         |
| Uma Vida, Dois Destinos               | Doğduğun Ev Kaderindir            | TV8                      | Turquia        | 1 de julho de 2021 - 10 de janeiro de 2022       | [ 35 ]  |
| Terra Amarga                          | Bir Zamanlar Çukurova             | ATV                      | Turquia        | 5 de novembro de 2019 - 27 de setembro de 2022   | [ 36 ]  |
| Fogo Ardente                          | Fuego ardiente                    | Las Estrellas            | México         | 19 de julho - 12 de novembro de 2021             | [ 37 ]  |
| Hercai                                | Hercai                            | ATV                      | Turquia        | 21 de outubro de 2020 - 13 de outubro de 2021    | [ 38 ]  |
| Cidade Cruel                          | Zalim İstanbul                    | Kanal D                  | Turquia        | 8 de janeiro - 16 de julho de 2021               | [ 39 ]  |
| A Filha do Embaixador                 | Sefirin Kızı                      | Star TV                  | Turquia        | 21 de outubro de 2020 - 29 de junho de 2021      | [ 38 ]  |
| Império de Mentiras                   | Imperio de mentiras               | Las Estrellas            | México         | 11 de janeiro - 18 de maio de 2021               | [ 39 ]  |
| Pega Pega                             | Pega Pega                         | TV Globo                 | Brasil         | 21 de julho de 2020 - 8 de janeiro de 2021       | [ 40 ]  |
| Sombras do Passado                    | Kimse Bilmez                      | ATV                      | Turquia        | 8 de setembro de 2020 - 6 de janeiro de 2021     | [ 41 ]  |
| Vidas Opostas                         | Kardeş Çocukları                  | Star TV                  | Turquia        | 5 de dezembro de 2019 - fevereiro de 2020        | [ 42 ]  |
| O Jogo da Vida                        | Vuslat                            | TRT 1                    | Turquia        | 10 de outubro de 2019 - 2020                     | [ 43 ]  |
| Força de Viver                        | Elimi Bırakma                     | TRT 1                    | Turquia        | 16 de setembro de 2019 - 7 de setembro de 2020   |         |
| Malhação Sonhos                       | Malhação Sonhos                   | TV Globo                 | Brasil         | 3 de julho de 2019 – 19 de março de 2020         | [ 44 ]  |
| Para Sempre no Meu Coração            | İstanbullu Gelin                  | Star TV                  | Turquia        | 11 de setembro de 2018 – 4 de novembro de 2019   | [ 45 ]  |
| Destinos Cruzados                     | Çarpışma                          | Show TV                  | Turquia        | 28 de junho – 9 de outubro de 2019               | [ 46 ]  |
| Gabriela                              | Gabriela                          | TV Globo                 | Brasil         | 28 de junho – 13 de setembro de 2019             | [ 47 ]  |
| O Fruto Proibido                      | Yasak Elma                        | Fox Turquia              | Turquia        | 24 de maio de 2019 - 24 de junho de 2022         | [ 48 ]  |
| Carinha de Anjo                       | Carinha de Anjo                   | SBT                      | Brasil         | 23 de maio de 2018 – 2 de julho de 2019          | [ 49 ]  |
| Amar a Morte                          | Amar a muerte                     | Las Estrellas            | México         | 27 de fevereiro – 27 de junho de 2019            | [ 50 ]  |
| O Preço da Paixão                     | Siyah Beyaz Aşk                   | Kanal D                  | Turquia        | 14 de fevereiro – 27 de junho de 2019            | [ 51 ]  |
| A Rainha do Flow (primeira temporada) | La reina del flow                 | Caracol Televisión       | Colômbia       | 30 de janeiro – 23 de maio de 2019               | [ 52 ]  |
| Maria Madalena                        | María Magdalena                   | TVN                      | México         | 5 de dezembro de 2018 – 26 de fevereiro de 2019  | [ 53 ]  |
| A Mãe do Campeão                      | La mamá del 10                    | Caracol Televisión       | Colômbia       | 13 de novembro de 2018 – 13 de fevereiro de 2019 | [ 54 ]  |
| A Força do Destino                    | Cennet'in Gözyaşları              | ATV                      | Turquia        | 22 de agosto de 2018 – 29 de janeiro de 2019     | [ 55 ]  |
| Amor Eterno                           | Kara Sevda                        | Star TV                  | Turquia        | 4 de janeiro – 4 de dezembro de 2018             | [ 56 ]  |
| Meryem                                | Meryem                            | Kanal D                  | Turquia        | 10 de julho – 12 de novembro de 2018             | [ 57 ]  |
| Vidas Cruzadas                        | Kördüğüm                          | Fox Turquia              | Turquia        | 25 de abril – 10 de setembro de 2018             | [ 58 ]  |
| Pérola Negra                          | Siyah İnci                        | Star TV                  | Turquia        | 21 de maio – 21 de agosto de 2018                | [ 59 ]  |
| Cair em Tentação                      | Caer en tentación                 | Las Estrellas            | México         | 15 de fevereiro – 9 de julho de 2018             | [ 60 ]  |
| O Fantástico Prédio 11.11             | 11-11: En mi cuadra nada cuadra   | Nickelodeon              | Estados Unidos | 7 de fevereiro – 22 de maio de 2018              | [ 61 ]  |
| Cesur                                 | Cesur ve Güzel                    | Star TV                  | Turquia        | 29 de dezembro de 2017 – 18 de maio de 2018      | [ 62 ]  |
| Não Te Deixarei Ir                    | Asla Vazgeçmem                    | Show TV                  | Turquia        | 19 de setembro de 2017 – 24 de abril de 2018     | [ 63 ]  |
| Terras Selvagens                      | En tierras salvajes               | Las Estrellas            | México         | 9 de novembro de 2017 – 14 de fevereiro de 2018  | [ 64 ]  |
| Cúmplices de um Resgate               | Cúmplices de um Resgate           | SBT                      | Brasil         | 9 de janeiro de 2017 – 6 de fevereiro de 2018    | [ 65 ]  |
| Apaixonando-me Por Ramón              | Enamorándome de Ramón             | Las Estrellas            | México         | 8 de agosto de 2017 – 17 de janeiro de 2018      | [ 66 ]  |
| Sol de Inverno                        | Kış Güneşi                        | Show TV                  | Turquia        | 26 de outubro de 2017 – 3 de janeiro de 2018     | [ 67 ]  |
| Amor e Pecado                         | Aşk ve Günah                      | Kanal D                  | Turquia        | 13 de julho – 28 de dezembro de 2017             | [ 68 ]  |
| Segredos de Família                   | Babam ve Ailesi                   | Kanal D                  | Turquia        | 15 de setembro – 8 de novembro de 2017           | [ 69 ]  |
| Cidade Proibida                       | Bu Şehir Arkandan Gelecek         | ATV                      | Turquia        | 3 de agosto – 25 de outubro de 2017              | [ 70 ]  |
| Amor Proibido                         | Aşk-ı Memnu                       | Kanal D                  | Turquia        | 14 de fevereiro – 18 de setembro de 2017         | [ 71 ]  |
| Amo Despertar Contigo                 | Despertar contigo                 | Las Estrellas            | México         | 29 de março – 14 de setembro e 2017              | [ 72 ]  |
| Chegou o Amor                         | Vino el amor                      | Las Estrellas            | México         | 20 de janeiro – 7 de agosto de 2017              | [ 73 ]  |
| Guerra das Rosas                      | Güllerin Savaşı                   | Kanal D                  | Turquia        | 9 de janeiro – 2 de agosto de 2017               | [ 74 ]  |
| Mulheres de Negro                     | Mujeres de negro                  | Las Estrellas            | México         | 2 de maio – 12 de julho de 2017                  | [ 75 ]  |
| A Mulher de Judas                     | La mujer de Judas                 | Azteca Uno               | México         | 10 de novembro de 2016 – 28 de junho de 2017     | [ 76 ]  |
| Três Vezes Ana                        | Tres veces Ana                    | Las Estrellas            | México         | 9 de novembro de 2016 – 1 de maio de 2017        | [ 77 ]  |
| Cachito do Céu                        | Cachito de cielo                  | Las Estrellas            | México         | 24 de outubro de 2016 – 28 de março de 2017      | [ 78 ]  |
| Uma Questão de Honra                  | Şeref Meselesi                    | Kanal D                  | Turquia        | 9 de novembro de 2016 – 13 de fevereiro de 2017  | [ 79 ]  |
| Coração Que Mente                     | Corazón que miente                | Las Estrellas            | México         | 13 de outubro de 2016 – 19 de janeiro de 2017    | [ 80 ]  |
| As Amazonas                           | Las amazonas                      | Las Estrellas            | México         | 12 de outubro de 2016 – 6 de janeiro de 2017     | [ 81 ]  |
| O Meu Coração é Teu                   | Mi corazón es tuyo                | Las Estrellas            | México         | 5 de maio de 2016 – 6 de janeiro de 2017         | [ 82 ]  |
| Entre o Teu Amor e o Meu              | Entre tu amor y mi amor           | Venevisión               | Venezuela      | 8 de junho – 9 de novembro de 2016               | [ 83 ]  |
| Açúcar                                | Azúcar                            | Canal RCN                | Colômbia       | 20 de julho – 8 de novembro de 2016              | [ 84 ]  |
| Fatmagül                              | Fatmagül'ün Suçu Ne               | Kanal D                  | Turquia        | 31 de março – 8 de novembro de 2016              | [ 85 ]  |
| Proibido Amar                         | Prohibido amar                    | Azteca Uno               | México         | 20 de junho – 21 de outubro de 2016              | [ 86 ]  |
| Amor de Bairro                        | Amor de barrio                    | Las Estrellas            | México         | 17 de maio – 12 de outubro de 2016               | [ 87 ]  |
| Segredos do Paraíso                   | Secretos del Paraíso              | RCN Televisión MundoFox  | Colômbia       | 25 de abril – 11 de outubro de 2016              | [ 88 ]  |
| O Imperdoável                         | Lo imperdonable                   | Las Estrellas            | México         | 1 de fevereiro – 19 de julho de 2016             | [ 89 ]  |
| A Traiçoeira                          | La traicionera                    | RCN Televisión           | Colômbia       | 20 de outubro de 2015 – 17 de junho de 2016      | [ 90 ]  |
| Infâmia                               | Vidas robadas                     | Azteca Uno               | México         | 24 de novembro de 2015 – 7 de junho de 2016      | [ 91 ]  |
| Muchacha Italiana                     | Muchacha italiana viene a casarse | Las Estrellas            | México         | 18 de setembro de 2015 – 16 de maio de 2016      | [ 92 ]  |
| Chiquititas                           | Chiquititas                       | SBT                      | Brasil         | 1 de julho de 2015 – 4 de maio de 2016           |         |
| A Sombra do Passado                   | La sombra del pasado              | Las Estrellas            | México         | 14 de outubro de 2015 – 22 de abril de 2016      | [ 93 ]  |
| Que Te Perdoe Deus... Eu Não          | Que te perdone Dios               | Las Estrellas            | México         | 12 de agosto de 2015 – 29 de janeiro de 2016     | [ 94 ]  |
| Os Rey                                | Los Rey                           | Azteca Uno               | México         | 2 de junho – 23 de novembro de 2015              | [ 95 ]  |
| Sonha Comigo                          | Sueña Conmigo                     | Nickelodeon              | Argentina      | 5 de janeiro – 2 de setembro de 2015             | [ 96 ]  |
| Rosário                               | Rosario                           | Venevisión Univision     | Venezuela      | 22 de maio – 19 de outubro de 2015               | [ 97 ]  |
| Não Acredito nos Homens               | Yo no creo en los hombres         | Las Estrellas            | México         | 23 de abril – 13 de outubro de 2015              | [ 98 ]  |
| A Mal Amada                           | La malquerida                     | Las Estrellas            | México         | 2 de março – 11 de agosto de 2015                | [ 99 ]  |
| Natália do Mar                        | Natalia del mar                   | Venevisión               | Venezuela      | 17 de setembro de 2014 – 1 de junho de 2015      | [ 100 ] |
| Por Ela... Sou Eva                    | Por ella soy Eva                  | Las Estrellas            | México         | 1 de outubro de 2014 – 21 de maio de 2015        | [ 101 ] |
| A Cor da Paixão                       | El color de la pasión             | Las Estrellas            | México         | 6 de novembro de 2014 – 28 de abril de 2015      | [ 102 ] |
| A Primeira Dama                       | Primera dama                      | Caracol Televisión       | Colômbia       | 26 de junho – 6 novembro de 2014                 | [ 103 ] |
| O Que a Vida me Roubou                | Lo que la vida me robó            | Las Estrellas            | México         | 29 de maio de 2014 – 27 de fevereiro de 2015     | [ 104 ] |
| Amigas & Rivais                       | Amigas & Rivais                   | SBT                      | Brasil         | 21 de abril de 2014 – 2 de janeiro de 2015       | [ 105 ] |
| Maldição de Amor                      | Válgame Dios                      | Venevisión               | Venezuela      | 12 de março – 29 de setembro de 2014             | [ 106 ] |
| O Talismã                             | El talismán                       | Venevisión Univision     | Venezuela      | 28 de abril – 15 de setembro de 2014             | [ 107 ] |
| Coração Indomável                     | Corazón indomable                 | Las Estrellas            | México         | 11 de novembro de 2013 – 24 de junho de 2014     | [ 108 ] |
| A Patroa                              | La patrona                        | Telemundo                | Estados Unidos | 29 de novembro de 2013 – 22 de maio de 2014      | [ 109 ] |
| Cuidado com o Anjo                    | Cuidado con el ángel              | Las Estrellas            | México         | 29 de julho de 2013 – 24 de abril de 2014        | [ 109 ] |
| Amigas Para Sempre                    | Miss XV                           | Nickelodeon              | México         | 3 de novembro de 2013 – 17 de abril de 2014      | [ 110 ] |
| Vida Dupla                            | Dos Hogares                       | Las Estrellas            | México         | 1 de janeiro – 29 de julho de 2013               | [ 111 ] |
| A Que não Podia Amar                  | La que no podía amar              | Las Estrellas            | México         | 11 de julho de 2012 – 21 de fevereiro de 2013    | [ 112 ] |
| Coração Apaixonado                    | Corazón apasionado                | Venevisión               | Venezuela      | 30 de julho de 2012 – 25 de março de 2013        | [ 113 ] |
| A Viúva Jovem                         | La viuda joven                    | Venevisión               | Venezuela      | 7 de setembro de 2012 – 25 de março de 2013      | [ 114 ] |
| Força do Destino                      | La fuerza del destino             | Las Estrellas            | México         | Desconhecido                                     |         |
| Consentidos                           | Consentidos                       | Disney Channel (Espanha) | Argentina      | Desconhecido                                     |         |
| Mar de Amor                           | Mar de Amor                       | Las Estrellas            | México         | Desconhecido                                     |         |
| Teresa                                | Teresa                            | Las Estrellas            | México         | 12 de dezembro de 2011 – 10 de julho de 2012     | [ 115 ] |
| Triunfo do Amor                       | Triunfo del amor                  | Las Estrellas            | México         | 9 de janeiro – 5 de setembro de 2012             | [ 115 ] |
| Alma Indomável                        | Alma indomable                    | Venevisión               | Venezuela      | Desconhecido                                     |         |
| Acorrentada                           | Acorralada                        | Venevisión               | Venezuela      | Desconhecido                                     |         |
| Gata Selvagem                         | Gata salvaje                      | Venevisión               | Venezuela      | Desconhecido                                     |         |
| Maria Celeste                         | María Celeste                     | Venevisión               | Venezuela      | Desconhecido                                     |         |
| Olhos de Água                         | Olhos de Água                     | TVI                      | Portugal       | Desconhecido                                     |         |
| Fascínios                             | Fascínios                         | TVI                      | Portugal       | Desconhecido                                     |         |
| Mar de Paixão                         | Mar de Paixão                     | TVI                      | Portugal       | Desconhecido                                     |         |
| Revelação                             | Revelação                         | SBT                      | Brasil         | Desconhecido                                     |         |
| Esmeralda                             | Esmeralda                         | SBT                      | Brasil         | Desconhecido                                     |         |
| Rebelde Rio!                          | Rebelde                           | RecordTV                 | Brasil         | 7 de novembro de 2012 – 30 de outubro de 2013    | [ 116 ] |
| Dona Bárbara                          | Doña Barbara                      | Telemundo                | Estados Unidos | 4 de março – 22 de novembro de 2013              | [ 117 ] |
| Abismo de Paixão                      | Abismo de pasión                  | Las Estrellas            | México         | 27 de março – 7 de novembro de 2013              | [ 118 ] |
| Windeck                               | Windeck                           | TPA / Semba Comunicação  | Angola         | 14 de janeiro de 2013 - 2014                     | [ 119 ] |
| O Meu Ex Deseja-Me                    | Mi ex me tiene ganas              | Venevisión               | Venezuela      | 31 de julho – 10 de março de 2014                | [ 120 ] |
| Amanhã é Para Sempre                  | Mañana es para siempre            | Las Estrellas            | México         | Desconhecido                                     |         |
| Paixão                                | Pasión                            | Las Estrellas            | México         | Desconhecido                                     |         |